# Ліфт (мультсеріал)
«Ліфт» (рос. Лифт) — радянський мультиплікаційний фільм, випущений студією «Пілот» в 1989 році.

## Сюжет
У мультсеріалі демонструється переміщення ліфта з одного поверху на інший. Кожен поверх являє собою той чи інший сюжет, перед початком якого звучить сигнал зупинки ліфта, потім відкриваються двері в місце дії певної частини, в кінці якої двері закриваються, і ліфт продовжує рух вгору. Всі сюжети незалежні один від одного.

## Озвучування
немає

## Знімальна група
- Режисери: Олександр Татарський, Андрій Свіслоцький, Васико Бедошвілі, Євген Делюсін, Святослав Ушаков, Максим Радаєв, Михайло Алдашин, Дмитро Наумов, Володимир Саков, Валентин Телегін.
- Кінооператори: Йосип Голомб, Олег Кузовков.
- Художники-аніматори: Михайло Лісовий, Володимир Саков, Юрій Пронін, Алла Юрковська.